# Гальваномагнитные эффекты
Гальваномагнитные эффекты — совокупность эффектов, связанных с воздействием магнитного поля на электрические свойства проводников (металлов и полупроводников), по которым течёт электрический ток. Наиболее существенны гальваномагнитные эффекты в магнитном поле, которое направлено перпендикулярно току.
К гальваномагнитным эффектам относятся:
- Эффект Холла
- Магнетосопротивление
- Эффект Эттингсгаузена
- Эффект Нернста — Эттингсгаузена
- Гигантское магнитное сопротивление
- Эффект Риги — Ледюка